# 安亭汽车站
安亭汽车站是位于上海市嘉定区安亭镇的一个交通枢纽，具体位置位于墨玉路51号，该公交枢纽拥有多条公交线路通往嘉定区其他区域，并接近上海地铁11号线安亭站。安亭汽车站佔地0.51公頃，建筑面积1420平方米。

## 历史
安亭汽车站始建于1957年，是上海的郊区汽车站之一。
1960年开辟嘉安线（现嘉定55路）时设站，位于墨玉路、昌吉路交口西南角。1986年由上海公共客运有限公司管辖。
20世纪90年代初，安亭汽车站客流不断上升，高峰期间站内拥挤不堪。因此，1994年6月1日至1995年6月1日，上海市对安亭汽车站进行迁建。搬迁后的安亭汽车站位于安亭镇墨玉路泽浦路口，占地面积9012平方米，总建筑面积为1191．5平方米，当时设有7条公交线路（青浦专线、青安线、嘉定线、嘉安线、翔安线、淞安线、北安线）。

## 公交线路
目前，安亭汽车站设有的公交线路包括：

### 始发线路
- 822路（原北安线）
- 陆安线（高速）
- 青安线（含区间车）
- 嘉虹3线

### 途经线路
- C7线
- 嘉定55路
- 嘉定67路
- 嘉定102路
- 嘉定103路
- 嘉定116路

## 附近地点
- 嘉亭荟城市生活广场
- 三德广场
- 芙蓉新村
- 紫荆二村
- 紫荆四村
- 上海汽车金融港
- 安亭地铁站